# Nephridiacanthus gerberi
Espèce
Synonymes
- Oligacanthorhynchus gerberi (Baer, 1959)

Nephridiacanthus gerberi est une espèce d'acanthocéphales de la famille des Oligacanthorhynchidae. C'est un parasite digestif du pangolin au Congo belge.